# Filmografia Hulka Hogana

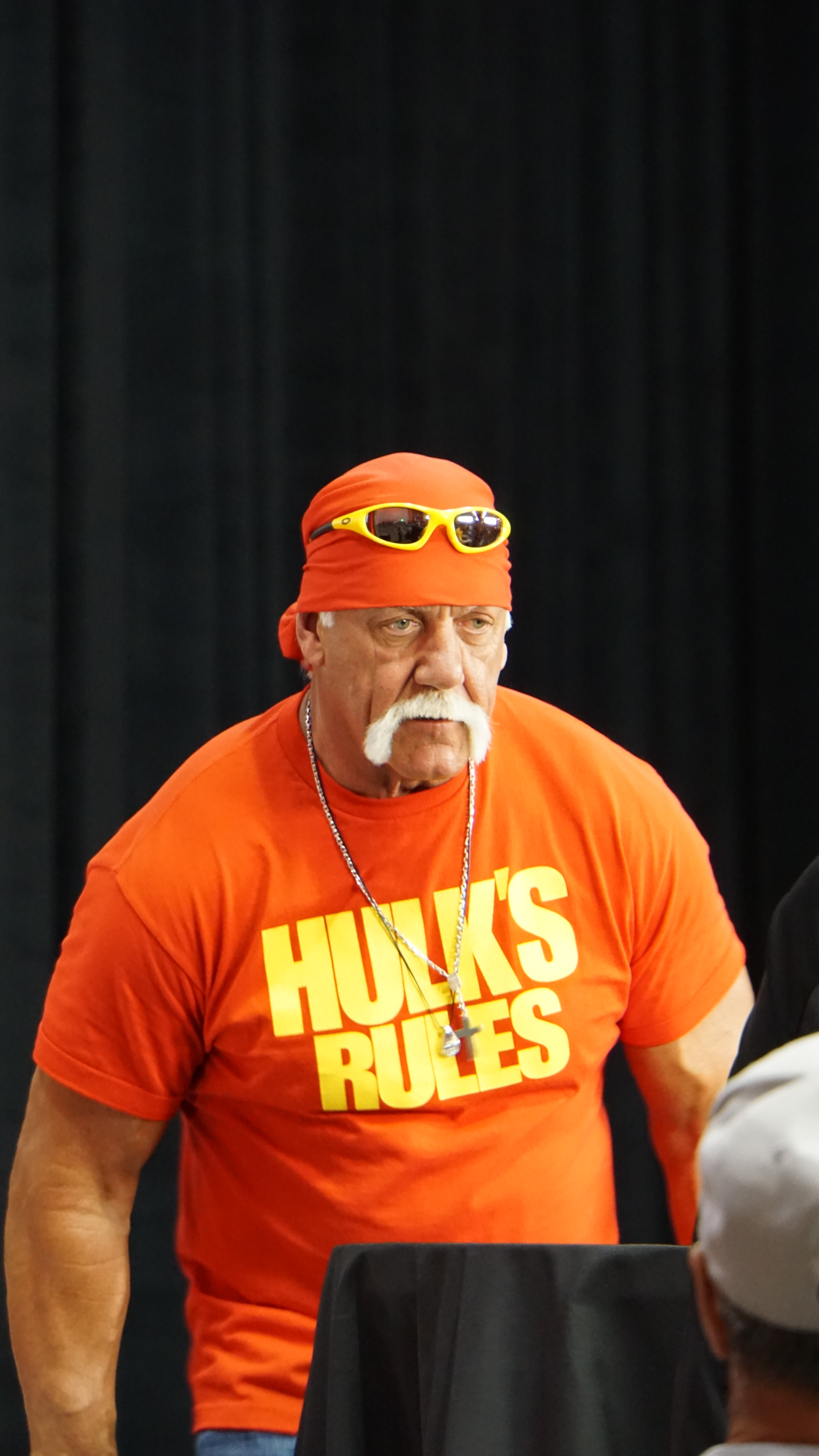
Hulk Hogan w 2015 roku

Filmografia Hulka Hogana – amerykańskiego wrestlera i aktora.

## Filmy pełnometrażowe

### Aktor
| Rok                                      | Film                                            | Rola                            | Dodatkowe informacje                    |
| ---------------------------------------- | ----------------------------------------------- | ------------------------------- | --------------------------------------- |
| 2012                                     | Zombie Hamlet                                   | On sam                          | Niewymieniony w napisach (dubbing)      |
| 2011                                     | Gnomeo i Julia                                  | Terrafirminator V.O             |                                         |
| 2009                                     | Little Hercules in 3-D                          | Zeus                            |                                         |
| 1999                                     | Shadow Warriors II: Hunt for the Death Merchant | Mike McBride                    | Film telewizyjny                        |
| 1999                                     | Muppety z kosmosu                               | Facet W Czerni                  |                                         |
| 1998                                     | Małolaty ninja w lunaparku                      | Dave Dragon                     |                                         |
| 1998                                     | Oddział Widmo 2                                 | Mike McBride                    | Film telewizyjny                        |
| 1998                                     | Wyspa McCinseya                                 | Joe McGray                      |                                         |
| 1998                                     | Ostateczna rozgrywka                            | Cutter                          |                                         |
| 1997                                     | Zasadzka na Diabelskiej Wyspie                  | Mike McBride                    | Film telewizyjny                        |
| 1996                                     | Muskularny Święty Mikołaj                       | Blake                           |                                         |
| 1996                                     | Klub tajnych agentów                            | Ray Chase                       |                                         |
| 1996                                     | Szklanką po łapkach                             | Członek drużyny Steele’a        |                                         |
| 1995                                     | Grom w raju 3                                   | Randolph J. 'Hurricane' Spencer | Direct-to-video                         |
| 1994                                     | Grom w raju 2                                   | Randolph J. 'Hurricane' Spencer | Direct-to-video                         |
| 1993                                     | Pan niania                                      | Sean Armstrong                  |                                         |
| 1993                                     | Grom w raju                                     | Randolph J. 'Hurricane' Spencer | Direct-to-video                         |
| 1991                                     | Kosmita z przedmieścia                          | Shep Ramsey                     |                                         |
| 1990                                     | Gremliny 2                                      | Hulk Hogan                      |                                         |
| 1990                                     | Wszystkiego najlepszego, Bugs! - 50 Lat         | On sam                          | Film telewizyjny                        |
| 1989                                     | Wszystkie chwyty dozwolone                      | Rip                             |                                         |
| 1984                                     | Goldie and the Bears                            | Mac McKenna                     | Film telewizyjny                        |
| 1983                                     | Bimini Code                                     | Rick                            | Direct-to-videoNiewymieniony w napisach |
| 1982                                     | Rocky III                                       | Thunderlips                     |                                         |
| Źródło: Filmweb, Internet Movie Database |                                                 |                                 |                                         |

### Producent
| Rok                                      | Film                                            | Dodatkowe informacje                           |
| ---------------------------------------- | ----------------------------------------------- | ---------------------------------------------- |
| 2005                                     | Remainder                                       | Kierownik produkcji                            |
| 1999                                     | Shadow Warriors II: Hunt for the Death Merchant | Producent wykonawczy Film telewizyjny          |
| 1998                                     | Oddział Widmo 2                                 | Producent główny i wykonawczy Film telewizyjny |
| 1997                                     | Zasadzka na Diabelskiej Wyspie                  | Producent wykonawczy Film telewizyjny          |
| 1994                                     | Grom w raju 2                                   | Producent wykonawczy Direct-to-video           |
| 1993                                     | Grom w raju                                     | Producent wykonawczy Direct-to-video           |
| 1991                                     | Kosmita z przedmieścia                          | Producent wykonawczy                           |
| 1989                                     | Wszystkie chwyty dozwolone                      | Producent wykonawczy                           |
| Źródło: Filmweb, Internet Movie Database |                                                 |                                                |

## Seriale

### Aktor
| Serial                                              | Rok  | Odcinek                                                         | Rola                                             |
| --------------------------------------------------- | ---- | --------------------------------------------------------------- | ------------------------------------------------ |
| Amerykański tata                                    | 2012 | Sezon 7, odcinek 9: Stanny Tendergrass                          | On sam (dubbing)                                 |
| China, IL                                           | 2015 | Główny bohater od sezonu 1, odcinka 1 do sezonu 3, odcinka 1    | Dziekan (dubbing)                                |
| China, IL                                           | 2013 | Główny bohater od sezonu 1, odcinka 1 do sezonu 3, odcinka 1    | Dziekan (dubbing)                                |
| China, IL                                           | 2012 | Główny bohater od sezonu 1, odcinka 1 do sezonu 3, odcinka 1    | Dziekan (dubbing)                                |
| China, IL                                           | 2011 | Główny bohater od sezonu 1, odcinka 1 do sezonu 3, odcinka 1    | Dziekan (dubbing)                                |
| Robot Chicken                                       | 2016 | Sezon 1, odcinek 18: Food                                       | Bigfoot Truck (dubbing)                          |
| Robot Chicken                                       | 2009 | Sezon 4, odcinek 9: But Not in That Way                         | Hulk Hogan / policjant / dające drzewo (dubbing) |
| Robot Chicken                                       | 2006 | Sezon 4, odcinek 9: But Not in That Way                         | Hulk Hogan / barman (dubbing)                    |
| Robot Chicken                                       | 2006 | Sezon 2, odcinek 9: Massage Chair                               | Hulk Hogan / Abraham Lincoln (dubbing)           |
| Strażnik Teksasu                                    | 2001 | Sezon 9, odcinek 13: Dzielnica                                  | Boomer Knight                                    |
| A teraz Susan                                       | 1999 | Sezon 3, odcinek 20: In This Corner... Susan Keane!: Part 2     | Hollywood Hogan                                  |
| A teraz Susan                                       | 1999 | Sezon 3, odcinek 19: In This Corner... Susan Keane!: Part 1     | Hollywood Hogan                                  |
| Słoneczny patrol                                    | 1996 | Sezon 6, odcinek 15: Bash at the Beach                          | Hulk Hogan                                       |
| Space Ghost Coast to Coast                          | 1995 | Sezon 2, odcinek 7: Bash at the Beach                           | On sam (dubbing)                                 |
| Grom w raju                                         | 1994 | Główny bohater w całym serialu                                  | R.J. „Hurricane” Spencer                         |
| Dolly                                               | 1988 | Sezon 1, odcinek 14                                             | Starlight Starbright                             |
| Statek miłości                                      | 1986 | Sezon 9, odcinek 13: Miss Mom/Who’s the Champ/Gopher's Delusion | Hulk Hogan                                       |
| Drużyna A                                           | 1986 | Sezon 4, odcinek 21: The Trouble with Harry                     | Hulk Hogan                                       |
| Drużyna A                                           | 1985 | Sezon 4, odcinek 7: Body Slam                                   | Hulk Hogan                                       |
| Search for Tomorrow                                 | 1985 | Różne odcinki                                                   | On sam                                           |
| Zapasy z Hulkiem Hoganem                            | 1985 | Sezon 1, odcinek 1: The Junkyard 500 / Junkenstein              | Hulk Hogan (dubbing)                             |
| Zapasy z Hulkiem Hoganem                            | 1985 | Sezon 1, odcinek 3: Clean Gene / Andre's Giant Problem          | Hulk Hogan (dubbing)                             |
| Źródło: Filmweb, Internet Movie Database, Cagematch |      |                                                                 |                                                  |

### Producent
| Rok                                      | Serial      | Dodatkowe informacje              |
| ---------------------------------------- | ----------- | --------------------------------- |
| 2015                                     | China, IL   | konsultant produkcji (10 odcinów) |
| 1994                                     | Grom w raju | Producent wykonawczy (1 odcinek)  |
| Źródło: Filmweb, Internet Movie Database |             |                                   |

## Reklamy
| Rok                             | Produkt                                       | Uwagi                                                           |
| ------------------------------- | --------------------------------------------- | --------------------------------------------------------------- |
| 2014                            | Gra mobilna Crazy Taxi City Rush              | Produkt firmy Sega                                              |
| 2014                            | Kredyt samochodowy LoanMart.com               |                                                                 |
| 2013                            | Hosting Hostmania                             |                                                                 |
| 2012                            | Suplementy Ageless Male                       |                                                                 |
| 2012                            | Tabletki na prostatę Super Beta               |                                                                 |
| 2010                            | Gra komputerowa Def Jam Rapstar               | z Brooke Hogan i Jimmym Hartem Produkt firmy 4mm Games i Konami |
| 2010                            | Grill elektryczny Hulk Hogan’s Ultimate Grill |                                                                 |
| 2010                            | Sieć sklepów Rent-A-Center                    | z Troyem Aikmanem                                               |
| 2007                            | Sieć supermarketów Harris Teeter              |                                                                 |
| 2006                            | Restauracje fastfoodowe Arby's                |                                                                 |
| 2003                            | Połączenia międzymiastowe 10-10-220           | z Terrym Bradshawem                                             |
| 2002                            | Połączenia międzymiastowe 10-10-220           | z ALFem                                                         |
| 2002                            | Gra planszowa Trivial Pursuit                 | Produkt firmy Hasbro Dwudziestorocznicowa edycja                |
| 2001                            | Gra komputerowa Legends of Wrestling          | Produkt firmy Acclaim Entertainment                             |
| 1992                            | Witaminy Hulk Hogan Vitamins                  |                                                                 |
| 1991                            | Klimatyzator Big Flow                         | Produkt firmy Hitachi Japońska reklama                          |
| 1984                            | Płatki Cheerios                               |                                                                 |
| 1980                            | Olej silnikowy Mobil                          | Saudyjska reklama                                               |
| Źródło: Internet Movie Database |                                               |                                                                 |